# Le Pouzin
Le Pouzin é uma comuna francesa na região administrativa de Auvérnia-Ródano-Alpes, no departamento de Ardèche. Estende-se por uma área de 12,52 km². Em 2010 a comuna tinha 2 911 habitantes (densidade: 232,5 hab./km²).